# 클린다마이신
클린다마이신(clindamycin)은 수많은 병균 감염 치료에 유용한 항생물질이다. 여기에는 중이염, 뼈 및 화농성 관절염, 골반염, 연쇄상 구균 인두염, 폐렴, 심장 내막염 등이 포함된다. 일부 케이스의 메티실린 내성 황색포도상구균(MRSA)에 유용하다. 여드름에 대해 사용할 수 있고, 그 외에 말라리아의 경우 퀴닌과 함께 사용할 수도 있다. 구강으로, 정맥 주사로, 또 피부나 질에 크림을 바름으로써 사용할 수 있다.
일반적인 부작용으로는 메스꺼움, 설사, 발진, 주사 부위의 통증이 포함된다. 병원감염(HA) 클로스트리디움 디피실 감염증 위험이 4배로 증가한다. 이러한 이유로 다른 항생제들이 권고될 수 있다. 임신 중에 복용 시 일반적으로 안전한 것으로 간주된다. 린코사미드계 약물에 속하며 박테리아가 단백질을 생성하지 못하게 막음으로써 동작한다.
클린다마이신은 1966년 또는 1967년에 처음 개발되었다. 의료제도에 필수적인 가장 효과적이고 안전한 의약품 목록인 WHO 필수 의약품 목록에 등재되어 있다. 제네릭 의약품으로 구매가 가능하며 그다지 비싸지 않다. 개발도상국의 도매가는 한 알약 당 대략 US$0.06–0.12이다. 미국내 비용은 1회 복용량 기준 대략 $2.70이다. 2016년에, 미국에서 400만 건 이상의 처방과 더불어 151번째로 많이 처방을 받은 약물이었다.

## 합성

클린다마이신의 합성